# 府内城

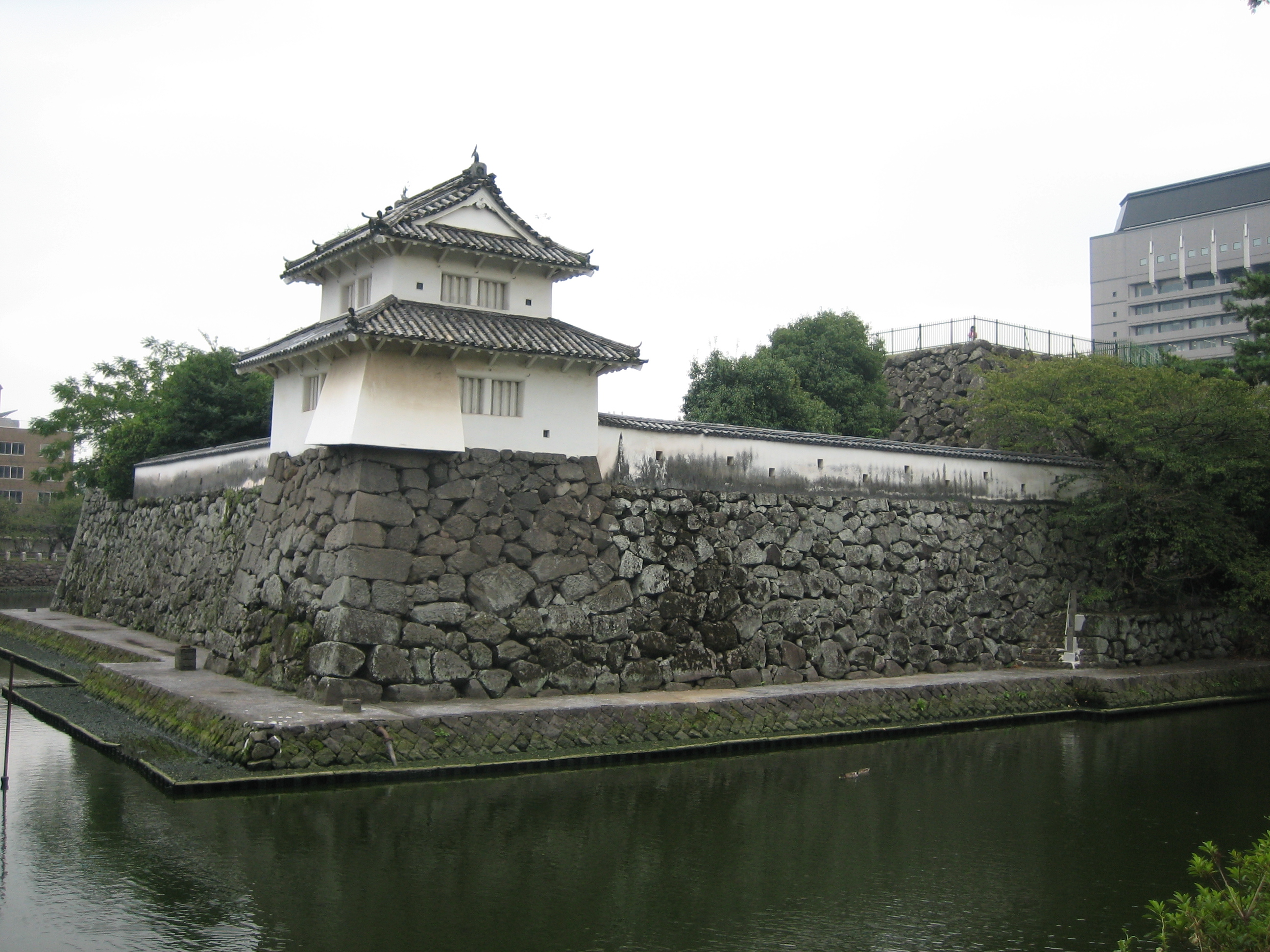
人質櫓（左）と天主台（右）

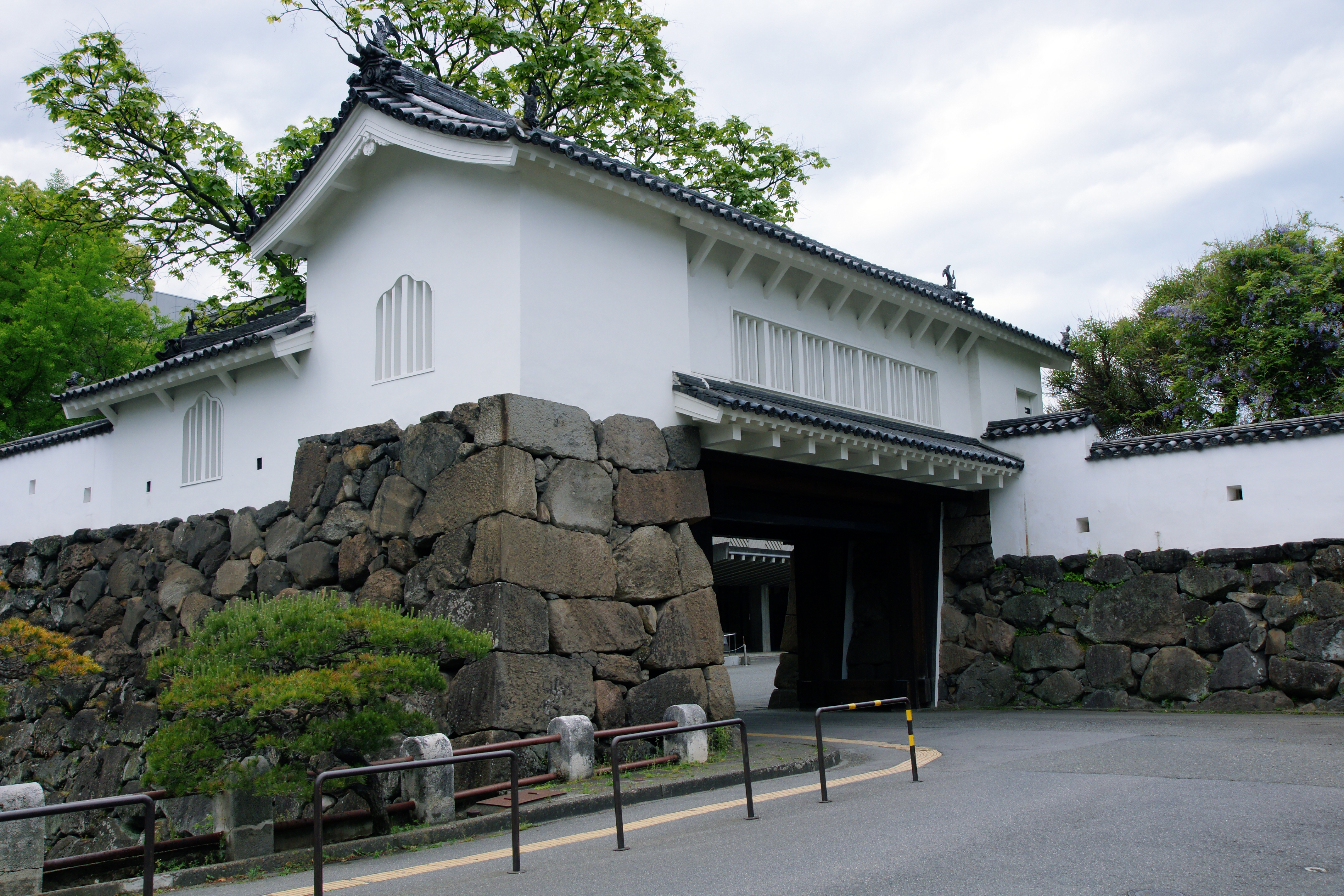
大手門

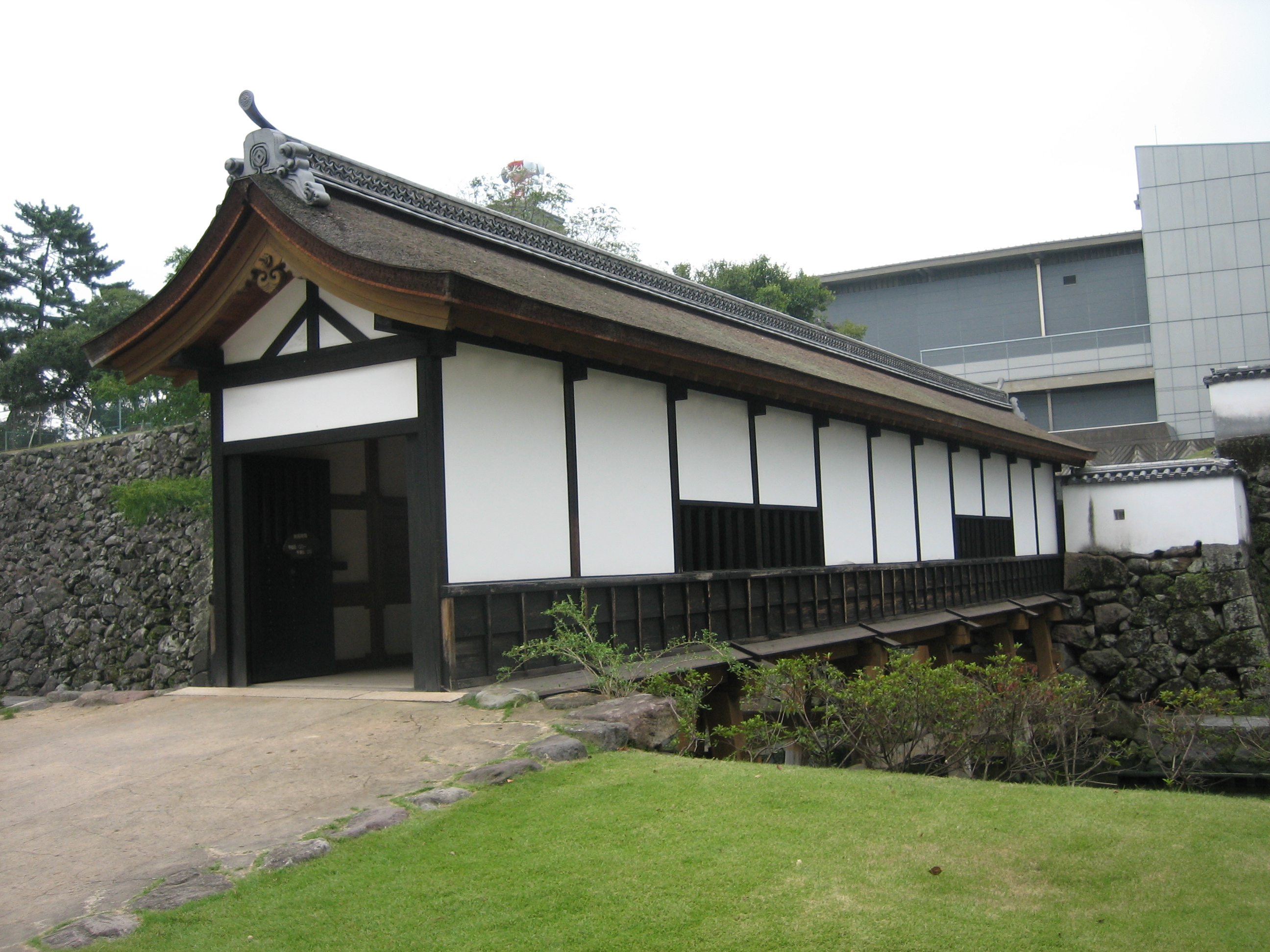
廊下橋

府内城（ふないじょう）は、大分県大分市（豊後国府内）にあった日本の城（平山城）。大分城（おおいたじょう）、荷揚城（にあげじょう）、白雉城（はくちじょう）とも呼ばれる。

## 概要
府内城は、大分市街の中心に位置する梯郭式平城である。安土桃山時代後期、府内に12万石で入封した福原直高（長堯）が府内の荷落に築城を始めたが、福原氏は改易され、早川長政の府内領再封を経て、関ヶ原の戦いの後に3万5千石で入封した竹中重利が完成させた。なお、府内城は海城でもあるが、豊臣氏政権時代から徳川氏政権初期段階において九州地方に入部した大名は海城を居城としていることが多く、その一例である。
江戸時代には府内藩2万1000石の藩庁が置かれていたが、明治初期に本丸・東丸・西丸の建造物以外は破却され、堀の一部が埋め立てられた。さらに第二次世界大戦時の大分空襲により大手門、櫓が3棟が焼失した。
現在、城跡は大分城址公園となっている。本丸跡北西隅に人質櫓（二重櫓）と西丸に宗門櫓（平櫓）が現存し、石垣、土塀、堀とともに大分県の史跡に指定されている。県の史跡に指定された以外の部分は、大分市の史跡に指定されている。また、3棟の二重櫓と大手門、が外観復元、土塀、廊下橋が木造復元されている。三の丸跡には、大分県庁・大分市役所などがある。又、天守、櫓、門、土塀の木造復元計画はある。
西丸跡には1966年に大分文化会館が建てられたが、2013年（平成25年）10月に閉館し、その後、解体された。文化会館跡地の利用方法は未定で、城址公園も含めて今後検討される。なお、大分市は1993年（平成5年）に、文化会館を解体した後の構想として、中期的に発掘調査、城内整備を行った後、長期的には天守閣再建を含めた府内城の復元を行うとする府内城整備基本構想を策定しているが、経済情勢の変化等のために実現の目途は立っていない。2017年（平成29年）2月には大分城址公園整備・活用基本計画が策定され、天守等については将来的に調査・研究の成果に応じて整備をめざすとされた。
2017年（平成29年）12月27日から2018年（平成30年）2月14日には、金属製パイプで天守の骨格を再現し、LEDによるライトアップが行われた。その後、2018年（平成30年）3月27日から2019年（平成31年）2月14日まで再びライトアップが行われている。

## 歴史・沿革

### 築城以前
古代にはやや上流の上野丘陵に豊後国の国衙が置かれていた。鎌倉時代から戦国時代にかけて豊後国・筑後国の守護職・守護大名であった大友氏は、現在の大分駅東方（府内城から見ると南東方）に、大友氏館と呼ばれる守護館を築いて本拠とし、この館を中心に府内と呼ばれる市街が形成された。また、南方の上野丘陵には上原館と呼ばれる堀や土塁を備えた防衛拠点が置かれていたが、2度ほど府内への侵攻を受けた際には、大友氏方はいずれも府内を捨てて近隣の高崎山城などへ拠点を移している。府内城という名称は、大分市中心部が中世に府内と呼ばれていたことにちなむ。

### 安土桃山時代・江戸時代
- 1586年（天正14年） - 島津氏の侵攻により大友氏館などを含む府内の中心部が焼き払われる。
- 1593年（文禄2年） - 豊臣秀吉の臣下に入った大友氏第22代当主大友義統が、文禄の役での失態のために改易される。
- 1594年（文禄3年） - 早川長政が代官として府内に入る。長政は、当初は家島に仮館を構え、大友氏館を改修して移り住んだと伝えられている[10]。
- 1597年（慶長2年） - 12万石を得て臼杵より転封した、豊臣秀吉家臣の福原直高は、堅固な城郭を求めて大分川河口付近に築城を開始する(海城[注釈 1])。当時の海岸線は現在より内陸に入り込んでおり、この地では大友氏の時代に船の荷役が行われていた場所で「荷落」と呼ばれていたが、縁起を担ぎ地名を「荷揚」に改め、名を荷揚城としたという[11]。
- 1599年（慶長4年） - 4月、荷揚城完成。5月、豊臣秀吉の死後、石田三成派の直高は徳川家康により6万石に減封の上、再び臼杵に転封され、直高入封前に府内代官であった早川長政が入城する。
- 1601年（慶長6年） - 関ヶ原の戦いで西軍に付いた長政が改易となり、竹中重利が3万5千石で入城する。直高の時代に築城された荷揚城の大改修を開始する。
- 1602年（慶長7年） - 天守、諸櫓、山里曲輪、内堀が完成。
- 1605年（慶長10年） - 外堀が完成。
- 1607年（慶長12年） - 笠和口、堀川口、塩九升口の各門が完成し、大改修が概ね終了する。
- 1634年（寛永11年） - 重利の子・重義が長崎奉行時代の不正のため、切腹。2代で改易となる。代わって、日根野吉明が2万石で入城する。
- 1656年（明暦2年） - 吉明が嗣子なく没し日根野氏は廃絶。臼杵藩主稲葉信通が城代となる。
- 1658年（万治元年） - 大分郡2万石を領する松平忠昭が高松陣屋より入城する。以後、明治維新まで大給松平氏が居城する。
- 1743年（寛保3年） - 大火により天守を含む大部分の建造物が焼失する。以後、天守は再建されなかった。

### 近現代
- 1872年（明治5年） - 城内に大分県庁が置かれる。
- 1919年（大正8年） - 県庁の拡張工事のため内堀の一部が埋め立てられる。
- 1945年（昭和20年） - 大分空襲により大手門、櫓3棟が焼失する。
- 1963年（昭和38年） - 大分県の史跡に指定される。
- 1965年（昭和40年） - 東丸着到櫓・二重櫓、西丸二重櫓、大手門を外観復元。
- 1996年（平成8年） - 西丸と山里曲輪を結ぶ廊下橋を木造復元。
- 2006年（平成18年）4月6日 - 日本100名城（94番）に選定。

## 構造
北東隅に本丸を配し、東丸、西丸、山里曲輪が配されている。侍町である三の丸が北西から南東に大きく広がり本丸等を囲んでいる。それぞれの曲輪は堀で仕切られ、渡櫓・廊下橋で連結されていた。

### 建造物
櫓は白漆喰を塗籠めたもので、連子格子の窓、袴型の石落としを標準で持っていた。層塔型で地階（地下）を持っており二重櫓は城内から三重に見えた。東丸には、最上階が天守と同形式の高欄と火灯窓を持った三重櫓が建っていた。

#### 天守
天守は、1605年（慶長10年）旧暦11月に描かれた『府内絵図』の天守台部分には、「天守・四重・上重二間・三間。高 水ヨリ上棟瓦マテ・十六間半」また天守台を表す内側の線に沿って、南北面の線に「八間」、東西面の線に「七間」と書き込まれている。『正保城絵図』には「天守ノ廣サ下ノ重七間八間」と書き込みがある。天守南側と西側に多聞櫓形式の取付櫓（付櫓）があり、西側は二重櫓、南側は東大門と連結していた。
『正保城絵図』等では層塔型の白い四重天守が描かれ、北野隆は『豊後国府内城焼失付普請之覚』に描かれた天守の姿を参考に城漆喰塗籠の層塔型天守を推定している。一方で、府内城天守が建造された時代は層塔型天守が現れる時代より前の1602年（慶長7年）であるので、望楼型天守の可能性を指摘している地方史家らもいる。層塔型に描かれた絵図があることについては、簡略化されて描かれたもの、望楼型天守を層塔型に改築した、との指摘がある。
層塔型を否定する説には、『府内絵図』の上重二間・三間の書き込みについて縦書きの右行は東西であることを指摘して「二間」を東西梁間、「三間」を南北桁行とし、下ノ重南北面（平側）の8間に対して上ノ重の南北面は2間の妻側であるとして層塔型でない可能性を指摘しているものや、1656年（明暦2年）旧暦5月15日に書かれた『御城諸道具改帳』では、「上ノ重・二重目・三重目・下ノ重」とあり、この文書内の記述に注目して「下ノ重」を大入母屋造としてその上部に小規模な3重の楼閣を載せる望楼型天守を推定しているものがある。

#### 人質櫓
本丸北東部の人質場と呼ばれた曲輪に位置する。1861年（文久元年）に再建された。1963年（昭和38年）2月15日に大分県の史跡に指定されている。

#### 宗門櫓
城の南側で、大手門のやや西に位置する。城外からは石垣の上に建つ平櫓に見える一方、城内からは二重櫓に見える。櫓から北側に延びる石垣が出合曲輪と西丸とを仕切っており、城の出入口の一部をなす防衛上重要な施設である。1854年（嘉永7年/安政元年）の安政大地震（安政南海地震・豊予海峡地震）で倒壊し、1859年（安政6年）に再建された。1963年（昭和38年）2月15日に大分県の史跡に指定されている。

#### 大手門
正式な名称は多聞櫓門（たもんやぐらもん）。1945年（昭和20年）の大分空襲で焼失し、1965年（昭和40年）に外観復元された。

#### 廊下橋
西丸と山里丸とを結ぶ渡り廊下。大分市発足30周年記念事業として行われた府内城再発見事業によって、1995年度（平成7年度）に木造復元された。意匠は、大手門前に架かっていた廊下橋を元にしている。